# WWE Over the Limit
 Der er for få eller ingen kildehenvisninger i denne artikel, hvilket er et problem. Du kan hjælpe ved at angive troværdige kilder til de påstande, som fremføres i artiklen.

Over the Limit er et pay-per-view-show inden for wrestling, produceret af World Wrestling Entertainment. Det er ét af organisationens månedlige shows og blev afholdt for første gang d. 23. maj 2010 i Joe Louis Arena i Detroit, Michigan. Showet er ét af mange nye pay-per-view-shows, som WWE introducerede i 2009 og 2010 som erstatning for tidligere månedlige pay-per-view-shows. I den forbindelse fungerer Over the Limit som direkte erstatning for WWE's Judgment Day, der var blevet afholdt i maj fra 2000 til 2009.

## Resultater

### 2010
Over the Limit 2010 fandt sted d. 23. maj 2010 fra Joe Louis Arena i Detroit, Michigan. 
- WWE Intercontinental Championship: Kofi Kingston besejrede Drew McIntyre
- R-Truth besejrede Ted DiBiase (med Virgil)
- Rey Mysterio besejrede CM Punk
- Unified WWE Tag Team Championship: The Hart Dynasty (David Hart Smith og Tyson Kidd) besejrede Chris Jericho og The Miz
- Randy Orton og Edge kæmpede uafgjort
  - Randy Orton blev skadet i kampen, og den planlagte afslutning på kampen kunne ikke udføres. Derfor signalerede dommeren til WWE-officials, at Orton havde brug for hjælp, og både Orton og Edge lod sig kort efter tælle ud af dommeren.
- WWE World Heavyweight Championship: Big Show besejrede Jack Swagger via diskvalifikation
  - Trods nederlag beholdt den regerende verdensmester Jack Swagger sin VM-titel.
- WWE Divas Championship: Eve Torres besejrede Maryse
- WWE Championship: John Cena besejrede Batista i en "I Quit" match

### 2011
Over the Limit 2011 fandt sted d. 22. maj 2011 fra KeyArena i Seattle, Washington. 
- R-Truth besejrede Rey Mysterio
- WWE Intercontinental Championship: Ezekiel Jackson besejrede Wade Barrett via diskvalifikation
- Sin Cara besejrede Chavo Guerrero
- WWE Tag Team Championship: Big Show og Kane besejrede The New Nexus (CM Punk og Mason Ryan)
- WWE Divas Championship: Brie Bella (med Nikki Bella) besejrede Kelly Kelly
- WWE World Heavyweight Championship: Randy Orton besejrede Christian
- Jerry Lawler besejrede Michael Cole i en "Kiss My Foot" match
- WWE Championship: John Cena besejrede The Miz (med Alex Riley) i en "I Quit" match

### 2012
- Christian vandt en battle royal ved at eliminere The Miz til sidst
  - Vinderen ville få en titelkamp – enten om WWE Intercontinental Championship eller WWE United States Championship
  - Yderligere deltagere: David Otunga, Tyson Kidd, Alex Riley, Jimmy Uso, Jey Uso, William Regal, The Great Khali, Heath Slater, Titus O'Neil, Darren Young, Ezekiel Jackson , Jinder Mahal, Tyler Reks, Drew McIntyre, Curt Hawkins, Michael McGillicutty, JTG og Yoshi Tatsu
- WWE Tag Team Championship: Kofi Kingston & R-Truth besejrede Dolph Ziggler & Jack Swagger (med Vickie Guerrero)
- WWE Divas Championship: Layla besejrede Beth Phoenix
- WWE World Heavyweight Championship: Sheamus besejrede Alberto Del Rio (med Ricardo Rodriguez), Randy Orton og Chris Jericho i en fatal four-way match
- Brodus Clay (med Cameron og Naomi) besejrede The Miz
- WWE Intercontinental Championship: Christian besejrede Cody Rhodes
- WWE Championship: CM Punk besejrede Daniel Bryan
- Ryback besejrede Camacho (med Hunico)
- John Laurinaitis besejrede John Cena
  - Hvis John Cena havde vundet, ville John Laurinaitis været blevet fyret. Hvis nogen blandede sig i kampen, ville vedkommende blive fyret.
  - Laurinaitis vandt kampen med hjælp fra Big Show.